# Cussac-Fort-Médoc

Cussac-Fort-Médoc este o comună în departamentul Gironde din sud-vestul Franței. În 2009 avea o populație de 1.950 de locuitori.

## Evoluția populației
| An        | 1975 | 1982  | 1990  | 1999  | 2006  | 2009  |
| --------- | ---- | ----- | ----- | ----- | ----- | ----- |
| Populație | 824  | 1.101 | 1.318 | 1.355 | 1.692 | 1.950 |